# New Rose
"New Rose" é uma canção da banda britânica de punk rock The Damned e primeiro single deles, lançado em disco 7" (45 rpm) no dia 22 de outubro de 1976 e considerado o primeiro single do punk inglês. Foi produzida por Nick Lowe e composta por Brian James; incluída em seu álbum de estreia, Damned, Damned, Damned, de 1977.

## História
Gravada no Pathway Studios por um valor de £50, "New Rose" inicia com a frase de Dave Vanian - "Ela vai realmente sair com ele?" - em homenagem à canção "Leader of the Pack", das Shangri-Las. Lançado pela Stiff Records mais de um mês antes de "Anarchy in the U.K.", dos Sex Pistols, o single (com a identificação BUY 6) contém em seu lado B uma cover de "Help!", dos Beatles.
Em 6 de maio de 1986, a Stiff Records lança uma edição especial do single original; disponibilizando outra edição, em vinil 12" (BUYIT 6), contendo as músicas do single e "Neat Neat Neat", "Stretcher Case" e "Sick of Being Sick". Entre 17 de maio e 14 de junho, a canção atinge posição #81 na parada musical do Reino Unido.
Brian James disse para a Mojo, em fevereiro de 2013: todos pensam que "New Rose" é sobre uma garota, ou um novo relacionamento, mas não é.

## Single
A edição original BUY 6 teve lançamento em vinil preto, crédito na parte traseira da capa à Street Music Co. (também no lado esquerdo do selo do lado A); algumas com um impresso adesivo na capa traseira: "feito no escritório da Stiff". Cópias com o adesivo gravado na matriz são da reedição do primeiro pacote de quatro singles dos Damned, em 1981, comumente conhecido como Four Pack.
Também reeditado em 7", com o mesmo número de catálogo, em 1986, em vinil branco. Alguns exemplares vieram com um segundo single, de um lado apenas (identificado DBUY 6), com a música "I Fall" (gravada ao vivo no The Roundhouse e erroneamente denominada "I'm So Bored", dentro e no adesivo de capa). Mais tarde foi novamente reeditado, em vinil vermelho, com capa de PVC; além da edição de 12" citada acima.

## Na Europa
Outras edições do single foram lançadas na França, Alemanha e Benelux em 1977 (nestes dois últimos países com "Stab Your Back" e "Singalonga Scabies" no lugar de "Help!" no lado B). Uma edição do single, com capa desenhada, "Help!" no lado A e "New Rose" no lado B, foi lançada na França em 1982. Na Espanha sai em 2001, pela Munster Records, em edição limitada a 1.000 exemplares (comemorando o 25º aniversário da edição inglesa) e também em picture disc, com imagem imitando a capa da edição francesa de 1977, feita por Bruno Caruso para a Skydog Records. Em 2004 a Earmark lança a edição na Itália.

## Versões cover
A banda estadunidense Guns N' Roses fez uma versão desta música em seu álbum de covers "The Spaghetti Incident?", lançado pela Geffen Records em 1993.
O músico japonês hide lançou um cover ao vivo no álbum Hide Our Psychommunity.
A banda japonesa Kuroyume lançou em 2011 um cover de "New Rose" como lado B de seu single "Alone".

## Faixas
| N.º | Título     | Compositor(es)   | Duração |  |
| 1.  | "New Rose" | James            | 2:46    |  |
| 2.  | "Help!"    | Lennon–McCartney | 1:43    |  |